# Bryophaenocladius nigrus
Bryophaenocladius nigrus är en tvåvingeart som beskrevs av Albu 1974. Bryophaenocladius nigrus ingår i släktet Bryophaenocladius och familjen fjädermyggor.
Artens utbredningsområde är Rumänien. Enligt den finländska rödlistan är arten otillräckligt studerad i Finland. Artens livsmiljö är stränder. Inga underarter finns listade i Catalogue of Life.